# 슈퍼 홍길동 (영화 시리즈)
슈퍼 홍길동 시리즈는 서울동화프로덕션과 비유엠 영화 제작소의 제작된 영화로 1988년 《슈퍼 홍길동》 이후   7탄인 《뚱녀 도사와 홍길동 7》까지 나왔다.

## 시리즈 목록
- 《슈퍼 홍길동》- 1987년 주연 : 심형래, 국정환, 이주리, 장팔, 조춘
- 《공초도사와 슈퍼 홍길동 2》- 1988년 - 주연 : 김정식, 임하룡, 이혜진, 이규민
- 《슈퍼 홍길동 3》- 1989년 주연 : 김정식, 박지수
- 《짬뽕 홍길동》 - 1990년 주연 : 이창훈, 최영준
- 《부채 도사와 홍길동》- 1991년 주연 : 이봉원, 장두석
- 《그림 도사와 홍길동》 - 1991년 주연 : 이봉원, 정명제
- 《뚱녀 도사와 홍길동 7》- 1992년 주연 : 김정식, 최순석
- 《홍길동 도사학교》- 1992년 주연 : 이봉원, 정두석

## 같이 보기
- 반달가면 시리즈
- 우뢰매 시리즈
- 검객 산지니 시리즈